# Famille Viénot de Vaublanc
La famille Viénot de Vaublanc, olim viennot est une famille subsistante de la noblesse française, originaire de Bourgogne, anoblie en 1697 par une charge de secrétaire du roi. Cette famille appartient à la noblesse de robe.
Elle compte parmi ses membres un maréchal des camps et armées du roi en 1780, un homme politique, ministre de l'Intérieur du roi Louis XVIII en 1815-1816, un inspecteur-en-chef-aux revues de la Grande Armée, ministre au Portugal, un historien, chambellan à la cour du royaume de Bavière, un officier de marine, capitaine de vaisseau, une poétesse, artiste et enfin huit maires de ville et villages.

## Histoire

### Étymologie
L'étymologie de la famille Viénot de Vaublanc est composée d'une part du patronyme Viénot qui viendrait du diminutif de Vien, forme régionale avec aphérèse du prénom Vivien devenu un patronyme et d'autre part de  Vaublanc, nom de l'un des fiefs de la famille Viénot, nom topographique d'un lieu-dit ou d'un hameau désignant une vallée gelée.

### Une famille de Bourgogne
La famille Viénot de Vaublanc est originaire de Beaune, en Côte-d'Or.
Son premier représentant est Louis Viénot (1628-1669), avocat à la cour, époux de Jeanne Ferry fille du maire de Beaune Edme Ferry.
Ils ont deux fils, Charles I Viénot (1654-1732) échevin de la ville de Beaune faisant office de maire par intérim en 1693. Il est anobli par une charge de secrétaire du roi près la cour des comptes de Dole le 3 mars 1697,,,. Il achète les seigneuries de Mimande en 1697 puis de Meix Brocard en 1714 à Chaudenay en Saone-et-Loire.
Charles I a pour frère Edme prêtre et pour fils Charles II qui succède à son père pour les seigneuries de Mimande et de Vaublanc. Les trois fils de Charles II, Charles III, Jean Bernard et Vivant François sont à l'origine des trois branches de la famille de Vaublanc toutes subsistantes. Charles III devient le chef de nom et d'armes de sa famille. Il hérite des seigneuries de Mimande et de Vaublanc. Il s'illustre, faute d'officiers, par la retraite de Cassel en 1760 pendant la guerre de Sept Ans. Il est fait chevalier de l'ordre de Saint-Louis.[réf. nécessaire]
La branche ainée est installée au château de Mimande, à Chaudenay (Saône-et-Loire), aux XVIIIe et XIXe siècles.
Le second frère de la fratrie Jean Bernard s'installe à Montargis. L'un des fils de Jean-Bernard, Jean-Baptiste dit le Sage a écrit la Chronologie de l'Histoire de France la suite des travaux d'Eugène Anquetil.
La descendance de Jean-Bernard s'installe par la suite au Mans.
Le troisième frère de la fratrie, Vivant-François (1725-1798), seigneur de Bousselange par sa mère Philiberte de Jannel, major aux Iles du Levant, épouse une créole héritière d'une plantation Catherine Perreau.
La famille fait ses preuves de noblesse pour les écoles royales militaires en 1768, 1770 et 1781,,.
Vivant-François à cinq enfants dont le membre le plus illustre de la famille Vincent-Marie de Vaublanc, dit comte de Vaublanc, homme politique et ministre de l'Intérieur de Louis XVIII, baron d'Empire en 1809, père d'une fille Laurence, elle-même mère d'un fils Adolphe Segond. Et le chevalier Jean-Baptiste Bernard Viénot de Vaublanc, fils cadet de Vivant-François, militaire, révolutionnaire, ministre au Portugal inspecteur en chef aux revues de la Grande Armée,,.
Parmi les enfants de ce dernier il y a Vincent-Victor Henri, vicomte de Vaublanc, historien, courtisan à la cour de Bavière.
Sous l'Ancien Régime au XVIIIe siècle, deux Vaublanc portent la qualification de chevalier : Vivant-François Viénot de Vaublanc et Jean-Baptiste Bernard Vienot de Vaublanc.
En 1789, des membres de la famille sont convoqués dans les Assemblées de la noblesse aux États Généraux à Chalon, Dijon, Melun, Saint-Jean d'Angély.[réf. nécessaire].
Au XIXe siècle sept Viénot de Vaublanc sont maires de ville telle que Montargis et de villages tels que Chaudenay, Darnets, Vebret, Dammarie-les-Lys, Villemoutiers et Rosiers d'Egletons.[réf. nécessaire]
Un vitrail de l'église paroissial Saint Maurice de Darnets porte le blason de la famille Vaublanc.

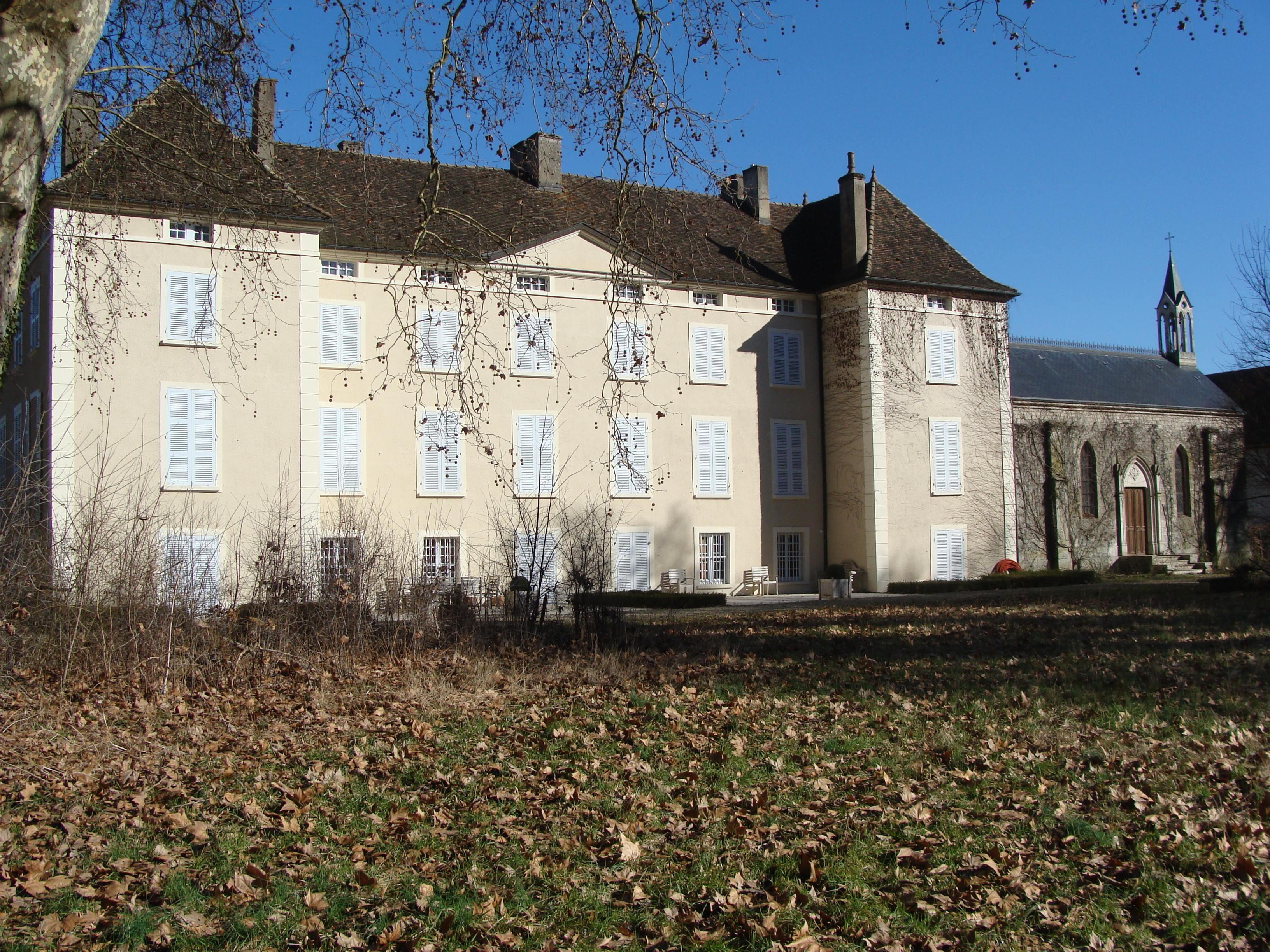
Château de Mimande (propriété du premier rameau de la branche ainée jusqu'au début du XXe siècle).

La seconde branche s'est établie au XVIIIe siècle dans le Loiret.

### Situation contemporaine

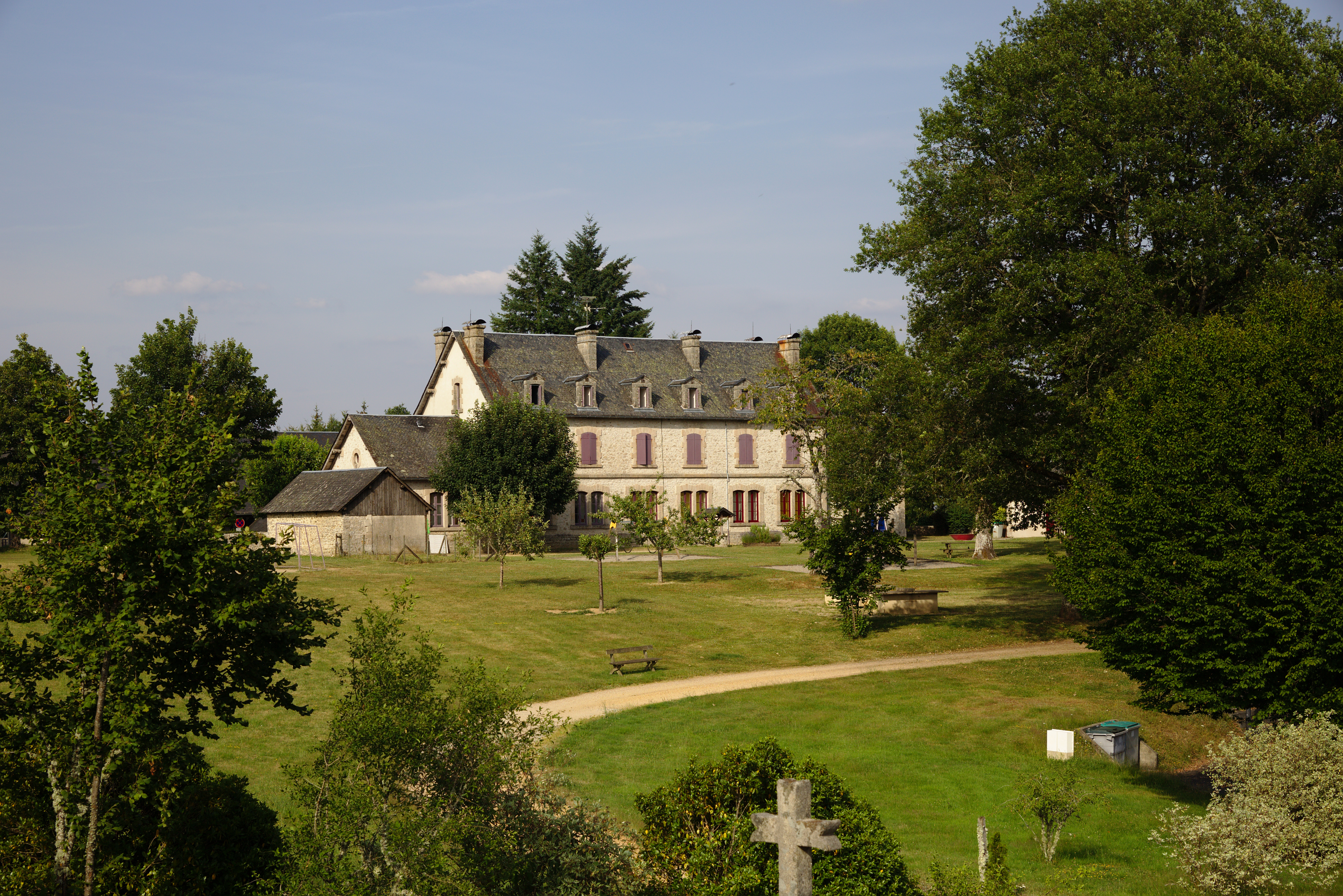
Château de Lieuteret à Darnets en Corrèze, propriété du second rameau de la première branche.

Selon Régis Valette, auteur d'un ouvrage sur les familles subsistantes de la noblesse française, il y a 35 porteurs masculins de cette famille en 1989 et 45 en 2007.
Des membres de la famille Viénot de Vaublanc sont maires, membres de l'ordre de Saint-Louis (deux chevaliers) et membres de l'ordre national de la Légion d'honneur, dont un grand officier et commandeur et trois officiers.
Les membres de la troisième branche de la famille Viénot de Vaublanc portent pour l'aîné des hommes le titre de courtoisie de comte et pour les cadets le titre de courtoisie de vicomte. Celle des propriétaires du château de Couzan, le titre de courtoisie de baron.
La famille compte des personnalités au XXe siècle : Jacques François Franck Viénot de Vaublanc, officier de marine, commandant du Sarbacane ; Roger de Vaublanc lui aussi officier de marine, à l'origine de l'évacuation de son navire l'Orage bombardé par des stukas allemand bien que blessé aux jambes, devenu capitaine de vaisseau et commandant de la flottille du Rhin[réf. nécessaire] ; et la petite-fille de Roger, Béatrice Viénot de Vaublanc, connue sous son nom de plume de Béatrice Douvre, écrivaine, poétesse, artiste, atteinte d'anorexie
La famille Viénot de Vaublanc a été admise à l'Association d'entraide de la noblesse française (ANF) le 25 mai 1946.

## Généalogie simplifiée

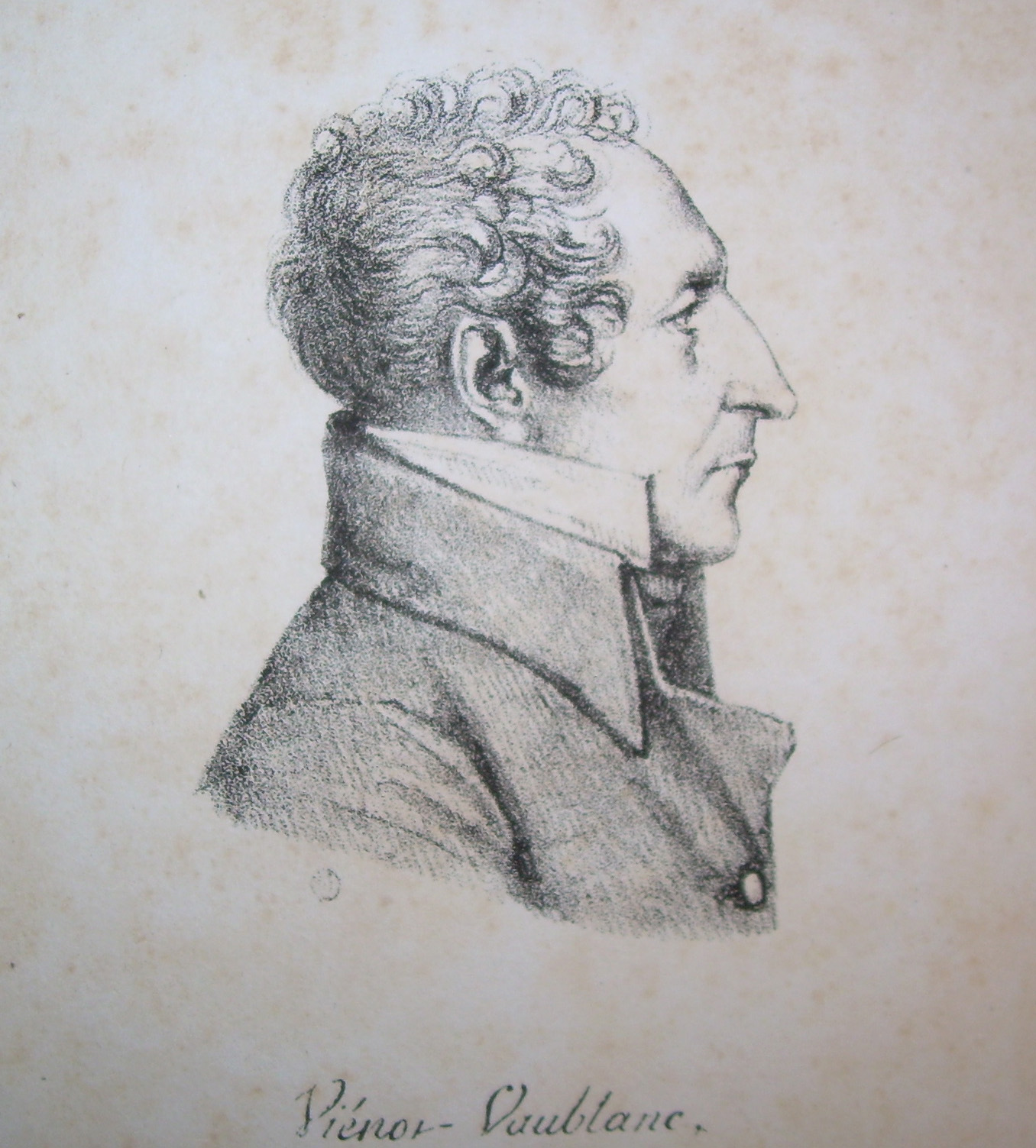
Vincent-Marie Viénot de Vaublanc (1756-1845).

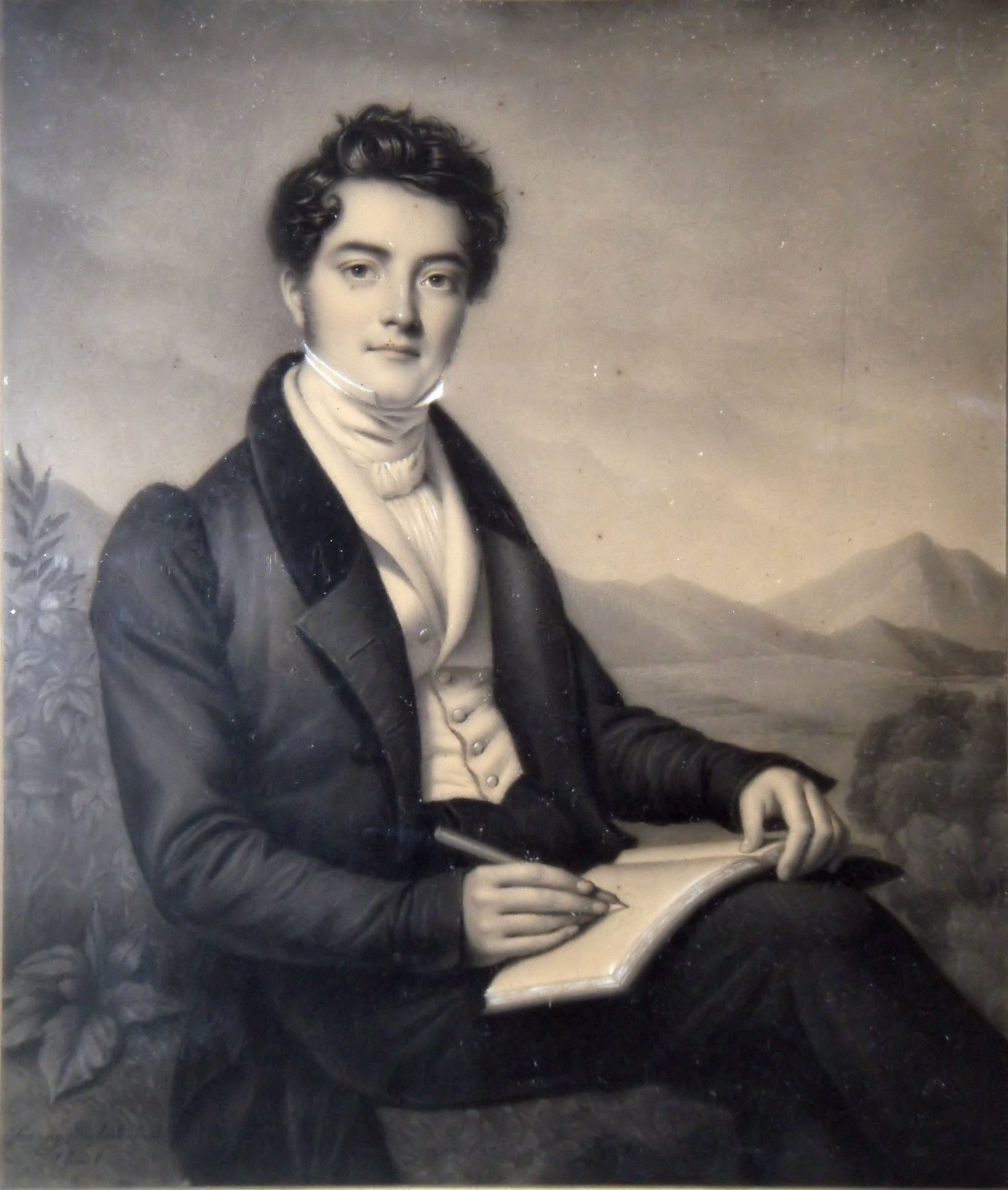
Vincent-Victor Henri Viénot de Vaublanc (1803-1874).

- Louis Viénot (1628-1669), demeurant à Beaune, avocat à la Cour, épouse en 1653 Jeanne Ferry, fille d’un maire de Beaune. C'est cette dernière qui déclare le blason de la famille Viénot à d'Hozier en 1696.
  - Charles Ier Viénot (1654-1732), fils de Louis, seigneur de Mimande, Meix Brocart (dont la terre de Vaublanc), secrétaire du roi, secrétaire et notaire près la Cour des comptes de Dole du 3 mars 1697 au 25 mai 1717 puis simple secrétaire de cette date jusqu'à 1719[3], il épouse le 12 avril 1681 Agathe Bérardier fille d'un maire de Beaune.
    - Charles II Viénot (1685-1755), fils ainé de Charles Ier, écuyer, seigneur de Mimande et de Vaublanc, épouse en 1719 Philiberte de Jannel.
      - Charles III Viénot de Vaublanc (1721-1804), fils ainé de Charles II, maréchal des camps et armées du roi le 1er mars 1780, chevalier de Saint-Louis, administrateur honoraire des Hospices de Beaune, il épouse en 1753 Marguerite Bonguelet (+1784).
        - Jacques-Henri Viénot de Vaublanc (1764-1810), fils de Charles III, émigré, épouse en 1801, Françoise Joséphine Le Viste de Montbrian. (À l'origine de la branche ainée subsistante)

      - Jean-Bernard Viénot de Vaublanc (1722-1796) premier fils cadet de Charles II, épouse en 1767 Adélaïde Payneau.
        - Vivant-François Viénot de Vaublanc (1770-1853), deuxième fils de Jean-Bernard, maire de Villemoutiers (Loiret) de 1822 à 1830, il épouse Marie Thérèse Lemaire du Charmoy.
        - André Viénot de Vaublanc (1777-1866), troisième fils de Jean-Bernard, maire de Montargis de 1817 à 1819[26], il épouse Éléonore Potrelot de Grillon. (À l'origine de la première branche cadette subsistante)

      - Vivant-François Viénot de Vaublanc (1725-1798), deuxième fils cadet de Charles II, major aux îles du Levant, à Saint-Domingue, il épouse en 1754 Catherine (ou Charlotte) Perreau.
        - Vincent-Marie Viénot de Vaublanc (1756-1845), fils ainé de Vivant-François, chevalier puis  baron de l'Empire en 1809 (autorisé par lettres patentes du 22 mars 1812 à transmettre son titre de baron à son petit-fils Henri Martial Adolphe Segond), député du Calvados, préfet de la Moselle (1804-1815), conseiller d'État, ministre d'État et de l'Intérieur (1815-1816), etc.[5],[6], il épouse en 1779 Marie-Charlotte Saillenfest de Fontenelles (1759-1831).
        - Jean-Baptiste Bernard Viénot de Vaublanc (1761-1812), fils cadet de Vivant-François, inspecteur en chef aux revues de la Grande Armée pendant la campagne de Russie, il épouse en 1794 Sophie Pyon (1778-?). (AP)
          - Jean-Antoine Alphonse Viénot de Vaublanc (1802-1843), fils ainé de Jean-Baptiste Bernard, capitaine au 64e de ligne en 1830, il épouse en 1830 Louise Thérèse de La Croix d'Azolette (1806-?), (AP). (À l'origine de la seconde branche cadette subsistante)
            - Roger Viénot de Vaublanc (1901-1983), capitaine de vaisseau, s'est illustré lors de l'évacuation de son navire l'Orage coulé en 1940.
              - Béatrice Douvre nom de plume de Béatrice Viénot de Vaublanc, écrivaine, poétesse.

          - Vincent-Victor Henri Viénot de Vaublanc (1803-1874), fils cadet de Jean-Baptiste Bernard, historien, chambellan à la cour du royaume de Bavière, il épouse en 1841 Jeanne de Raisme. (SP)

## Personnalités
- Charles Viénot de Vaublanc (1721-1804), maréchal des camps et armées du roi en 1780.
- Vincent-Marie Viénot de Vaublanc (1756-1845), chevalier puis  baron de l'Empire en 1809 (autorisé par lettres patentes du 22 mars 1812 à transmettre son titre de baron à son petit-fils Henri Martial Adolphe Segond), député, préfet, conseiller d'État, ministre d'État et de l'Intérieur, etc.[5],[6]
- Jean-Baptiste Bernard Viénot de Vaublanc (1761-1812), inspecteur en chef aux revues de la Grande Armée pendant la campagne de Russie
- Vincent-Victor Henri Viénot de Vaublanc (1803-1874), historien, chambellan à la cour du royaume de Bavière
- Béatrice Douvre, nom de plume de Béatrice Viennot de Vaublanc, (1967-1994), femme de lettre, poétesse, artiste

## Alliances
Les principales alliances de la famille Viénot de Vaublanc sont : Ferry (1653), Bérardier (1681), de Jannel (1719), Bonguelet (1753), Perreau (1754), Payneau (1767), Le Viste de Montbriant, Lemaire du Charmoy, Potrelot de Grillon, Saillenfest de Fontenelle, Pyon de Meslot (1794), de La Croix d'Azolette (1830), de Raisme (1841), de Buttet, Caillard d'Aillières, de Fontanges, Famille Jourdain de Thieulloy, de La Motte de Broön de Vauvert, de Laparre de Saint-Sernin, de Larminat, de Mascureau, de Suremain, de Thoisy, de Tournemire, de Beaumont d'Autichamp, de Courrèges d'Ustou, Bernard de Dompsure, d'Anthouard de Vraincourt, de Lamberterie du Cros, de Roquefeuil (2021).

## Armes et devise
| Figure | Blason napoléonien de Vincent-Marie Viénot de Vaublanc de 1809 à 1845 |
| ------ | --- |
|        | Vincent-Marie Viénot de Vaublanc (1756-1845), président de l'Assemblée législative (1791), président du corps législatif puis préfet de la Moselle (1805-1814), grand officier de la Légion d'honneur, baron de l'Empire (1809), chevalier de l'Ordre de Saint-Lazare, ministre de l'Intérieur (1815-1816) Coupé, au premier mi-parti d'azur, à la tour d'argent, maçonné de sable et du quartier des barons préfets ; au second de gueules au lion léopardé d'argent. |

| Figure | Blasonnement à partir de 1697 |
|        | Famille Viénot de Vaublanc De gueules au lion passant d'or, au chef d'argent chargé d'un soleil de gueules, accosté de deux grappes de raisin de sable (alias de pourpre). - Devise : Dieu aidant |

### Fonds d'archives
- Fonds Viénot de Vaublanc, archives de la ville de Beaune, série Z, présenté par l'archiviste Émilie Rouilly, décembre 2010.
- Fonds Viénot et Vaublanc, 239 AP, page 303, État sommaire des fonds d'archives privées, Centre historique des archives nationales.